# Ocara (ort)
Ocara är en ort i Brasilien.   Den ligger i kommunen Ocara och delstaten Ceará, i den östra delen av landet, 1 600 km nordost om huvudstaden Brasília. Ocara ligger 124 meter över havet och antalet invånare är 6 793.
Terrängen runt Ocara är platt.Runt Ocara är det ganska glesbefolkat, med 21 invånare per kvadratkilometer.. Det finns inga andra samhällen i närheten.
Omgivningarna runt Ocara är huvudsakligen savann.